# Мистер Хутен и леди
«Мистер Хутен и леди Александра» (англ. Hooten & the Lady Alexandra) — британский приключенческий телесериал канала Sky1, рассказывающий о двух партнерах кладоискателях, американце Улиссе Хутене (Майкл Лэндис) и британской леди Алекс Линдо-Паркер (Офелия Ловибонд). Съёмки проходили в ЮАР, Камбодже, России и Великобритании.

## Сюжет
Сотрудник Британского музея Александра Линдо-Паркер и черный археолог Улисс Хутен путешествуют по всему миру в поисках артефактов для пополнения коллекции. Среди их главных целей — Золотой город, пропавший свиток Будды и могила Александра Македонского.

## В ролях
Главные роли
- Майкл Лэндис — Улисс Хутен
- Офелия Ловибонд — леди Александра ,,Алекс" Линдо-Паркер
- Джессика Хайнс — Элла Бонд
- Шон Паркес — Клайв Стефенсон
- Джонатан Бейли — Эдвард

Второстепенные роли
- Джейн Сеймур — леди Линдо-Паркер, мать Алекс (1 эпизод)[5]
- Энджел Колби — Мелина (1 эпизод)
- Антон Лессер — Геркулес (1 эпизод)
- Винсент Риган — Кейн (1 эпизод)
- Блейк Ритсон — доктор Яннарес (1 эпизод)

## Отзывы критиков
Сериал получил умеренные отзывы кинокритиков.